# 康家遗址
康家遗址是一处新石器时代的龙山文化遗址，坐落于中华人民共和国陕西省西安市临潼区东北处约30千米的相桥街道康家村。地势北高南低，中心是一座高圪塔:7。南距渭河4.5千米，西距离石川河4千米:56，同时也被西韩铁路穿越。现存遗迹东西长约420米，南北长约460米，面积大约19万平方米:214。于1973年在村民平整土地时被发现。从1981年起和1985-1987年先后历经四次试掘与两次正式发掘:216，1988年9月又進行了第三次發掘:247。
1992年6月29日，康家遗址正式被列入陕西省第三批重点文物保护单位名列，2001年6月29日由中华人民共和国国务院公布为第五批全国重点文物保护单位。

## 发掘历史
康家遗址于1973年在村民平整土地时被首次发现，1981年秋季陕西省举行全省文物大普查之际针对该遗址进行了复查，确定康家遗址是一处具有重要意义的龙山文化村落遗址。同年秋季直至1982年春，西安半坡博物館与临潼县（今临潼区）文化馆联合对该遗址进行了试掘:56。1985年秋至1987年，陕西省考古研究所康家考古队针对康家遗址进行了两次正式发掘。与其余陕西省东部地区若干龙山文化遗址类似，临潼康家遗址分布于渭河流域及其支流。属于陕西省龙山文化类型之一:3:216。1988年9月陝西省考古研究所又對康家遺址進行了第三次發掘:247。

## 发掘成果

### 试发掘
西安半坡博物馆和临潼县文化馆于1981年秋至1981年春联手组建考古小分队，针对康家遗址进行了试掘，面积合计为800平方米，开探方4个（均为7{\displaystyle \times }7米形式），探沟11个（均为4{\displaystyle \times }7米形式）。这次试挖掘总共发现了房屋遗迹、灰坑、陶窑、墓葬与一些汉墓。以康家村北部的排水沟为分界线，将遗址划分为沟南两个自然区域，其中沟南分为汉代文化层与龙山文化层共计两个文化层，沟北共计五个文化层:56-57。

#### 房屋
此次发掘共发现大约30座白灰面房屋，其分布有序，排列整齐。基本是以南北为行、东西为排的顺序进行排列。形状近似正方形或长方形，形式分为半地穴式与地面两种形式:57。

#### 灰坑
灰坑共清理21座，有数量占比较多的圆形袋状与极少的方形圆角总共两种形状。其中袋状灰坑口子小坑底大，口径一般大约1米，最小0.6米；底径一般大约在3.5至4米之间，最小1.5米，最大5米以上；深度一般在2至3米之间，最深大约接近4米。周壁清晰，底部既大又平坦:58。

#### 陶窑和墓葬
陶窑仅于遗址北部发现两座。墓葬仅发现两座竖穴土圹墓，口部于第四层开口:59-60。

### 正式发掘
陕西省考古研究所于1985年秋至1987年针对康家遗址进行了较大面积的发掘:3。

#### 居址
房屋总共包含半地穴单式与双室两种形式，其中以半地穴单式为主要形式。绝大多数房屋偏北方向均囊括一个直径1米左右的黑灰面的圆形灶面，略高于厚度约0.5至1厘米的白灰面，亦多少带有小龛与火爐。此种房屋最大的特点即东西成排、南北成行，少的以二、三间为一组，多的以三、五间为一组，有些组连组的形式则形成了一处布局严谨缜密的原始村落。然而仅发现了一座半地穴双室房屋，形状与客省庄二期文化遗址“吕”字型房屋基本相似，居住面采用的是硬土面:3。

#### 灰坑
灰坑以圆形袋状占多数，筒状与方形圆角袋装占极少数，有些坑口以下部位直径小并几乎为垂直状态，有些形状呈瓶颈状；有些坑底部分包含小坑；有些坑底为存放谷物而铺垫的木板；还有一些内部埋藏人类或家畜的骨骼:3。

#### 陶窑
陶窑主要采用横穴式，其中窑室与火膛均为圆形。依靠地面下两条呈斜坡状的火道相通，并在地面上互相隔离。平面上整体呈现“8”字形，而窑室底部的火道外侧分有部分支火道，即呈现“非”字形:3。

#### 墓葬
长方形竖穴土坑墓是墓葬的主要形状，以仰身直肢葬为主要墓式，其余墓式还包括俯身与屈肢葬等，小型墓葬一般情况下未附有葬具，同时缺乏随葬品:3。

#### 工具与用具
磨制是石器的主要形式，种类包括斧、鏟、刀、锛、凿、镰、锤、杵、镞等。其中以石刀数量居多，最常见的为长方形单孔石刀，其穿孔多数位于临近刃部的中部位置。其余还囊括双孔石刀，其穿孔大多位于刀刃两侧偏背部区域。石镞在数量上仅次于石刀。骨铲也占较多数，大多以家畜下颌骨制成。陶拍为长方形或梯形，拍面为圆鼓状，背部呈宽鋬状:3-4。

#### 陶器
夹砂灰陶是陶器的主要形式，其次为泥质灰陶，极少数采用夹砂红陶与泥质红陶。使用鬲及部分罐储藏陶胎夹砂，砂粒粗细则随器物大小而发生变化:4。

### 第三次发掘
1988年9月，陕西省考古研究所又对康家遗址展开了第三次发掘，此次发掘总共开采十七个5{\displaystyle \times }5米探方。面积425平方米，平均厚度为2至5.5米。基本上以客省庄文化堆积为主，还有部分汉代墓扰乱。此外还发现房址19座、灰坑4个、墓葬1座:246-247。

#### 房址布局
房址为东西方向一字排列，门向南。房址背面依照房子走向有一条不规则灰沟。层数以五、六层为多数。房子被分为多个组别，少则二、三间为一组，多则五、六间为一组。平面形状呈长方圆角形“凸”字状。门道多位于南壁中心，面积一般达10至12平方米。中心偏北一般为灶的设立点，个别灶面有一件炊器。室内柱洞数量不等。居住面全部采用白灰面。灰坑形状不太规整:247。

#### 遗物
陶器种类包括鬲、罐、瓮、盆、豆、杯、甑等类，夹砂灰陶为质地的主要类别，泥质陶较为少见。紋飾以绳纹为主，篮纹也有一定比例；石器基本上全为磨制石器，细石器占极少量，器类主要含有刀、斧、锛、铲与一件形状不规则的细石核。此外还发现有少许骨器与蚌器:247。